# Henk Sneevliet
Hendricus « Henk » Josephus Franciscus Marie Sneevliet, connu sous le pseudonyme de Maring, né le 13 mai 1883 à Rotterdam et mort le 13 avril 1942 à Leusden, est un communiste néerlandais qui milita aux Pays-Bas et aux Indes néerlandaises (aujourd'hui l'Indonésie).
Député puis organisateur d'un mouvement de résistance communiste pendant la Seconde Guerre mondiale, il fut exécuté par l'occupant allemand.

## Jeunesse
Sneevliet naquit à Rotterdam dans une famille très pauvre et passa son enfance à Bois-le-Duc. Il fut embauché par les chemins de fer néerlandais en 1900 et adhéra au Sociaal Democratische Arbeiders Partij (SDAP, le prédécesseur du parti travailliste néerlandais) de même qu'au syndicat des chemins de fer. Militant à Zwolle à partir de 1906, il y devint, l'année suivante, le premier conseiller municipal social-démocrate. Sneevliet prit la direction du syndicat des cheminots en 1911. Syndicaliste radical, il soutint la grève internationale des marins en 1911, en dépit des réticences de la plupart des syndicats et du parti social-démocrate. Déçu par leur attitude, en partie celle de Pieter Jelles Troelstra, cofondateur et leader du parti social-démocrate néerlandais (SDAP), Sneevliet quitta les Pays-Bas pour les Indes néerlandaises.

## Aux Indes orientales néerlandaises
Sneevliet vécut aux Indes de 1913 à 1918 et ne tarda pas à engager la lutte contre le colonialisme néerlandais. En 1914, il contribua à Semarang à la naissance de l' Indische Sociaal-Democratische Vereeniging ("Union social-démocrate des Indes") ou ISDV, dans laquelle militaient côte-à-côte des Indonésiens et des Néerlandais. Ce mouvement, nettement anti-capitaliste, menait l'agitation aussi bien contre le régime colonial que contre les couches privilégiées indigènes. Il rencontra l'opposition non seulement des cercles conservateurs mais aussi du SDAP. Sneevliet quitta le SDAP en 1916 pour rejoindre le SDP, précurseur du parti communiste néerlandais.
Il adhéra également au Vereeniging van Spoor- en Tramwegpersoneel, syndicat de cheminots présentant lui aussi la particularité d'associer des travailleurs indonésiens et néerlandais. S'appuyant sur son expérience de syndicaliste, il fit évoluer le syndicat vers des positions plus combatives et accrut son audience auprès des cheminots indonésiens. Ce syndicat devait fournir ensuite une base au parti communiste indonésien.
Après la révolution russe de 1917, un nombre notable d'Indonésiens, de soldats et de marins néerlandais se rallièrent aux positions radicales de Sneevliet. « Peuple de Java, avait écrit Sneevliet après la victoire bolchévique, la révolution contient aussi des enseignements pour vous. » Et pour cause : « Ici vit un peuple dans l'indigence et l'ignorance. Ici vit un peuple producteur de richesses qui affluent depuis des siècles dans les coffres-forts de ses maîtres en Europe occidentale. (...) Dans ces conditions, il est inévitable que le peuple de Java, le peuple des Indes, obtienne ce que le peuple russe a obtenu : la Victoire. »
Inquiètes, les autorités coloniales forcèrent Sneevliet à quitter les Indes en 1918 tandis que la répression s'abattait sur l'ISDV. Toute sa vie Sneevliet continua à s'intéresser aux affaires indonésiennes. En 1933, il fut condamné à cinq mois de prison pour avoir manifesté sa solidarité envers les marins néerlandais et indonésiens mutinés du De Zeven Provinciën en proclamant notamment "Vive le cuirassé Potemkine hollandais !". L'opinion publique néerlandaise fut troublée par la répression, menée par bombardement aérien, qui coûta la vie à vingt-trois marins.

## Au service de l'Internationale communiste
De retour aux Pays-Bas, Sneevliet fut critiqué par la direction du parti communiste qui désapprouvait ses choix tactiques aux Indes néerlandaises. Il se consacra alors au travail syndical et contribua à organiser la grève des transports de 1920. Il se rendit cette même année au deuxième congrès de l'Internationale communiste à Moscou, en tant que représentant du Parti communiste indonésien (PKI), nouvellement créé pour succéder à l'ISDV.
Son travail aux Indes néerlandaises impressionne suffisamment les dirigeants du Komintern pour qu'ils l'envoient en Chine aider à la formation du Parti communiste chinois (PCC).
Sneevliet assista au premier congrès du Parti communiste chinois, le 23 juillet 1921 dans la Concession française de Shanghai, probablement crée à l'initiative de Volinsky.
Prônant une coopération avec le Kuomintang et Sun Yat-sen, il établit des contacts avec eux pour la création du Front uni entre PCC et Guomintang.
Convaincu, au vu de son expérience passée à Java, que les communistes chinois y gagneraient en audience, il les pousse en 1922 à adhérer au Kuomintang et défend cette ligne devant le Komintern qui s'y rallie.

## Opposition au stalinisme
En 1927, après des années de détérioration de ses relations avec les autres dirigeants du Parti communiste néerlandais, Sneevliet rompit avec le Komintern et forma sa propre organisation, le Revolutionair Socialistische Partij (RSP) qui devint ensuite le Revolutionair Socialistische Arbeiders Partij (RSAP) après sa fusion avec le Parti socialiste indépendant (OSP) de Jacques de Kadt et Piet J. Schmidt. En 1934, le RSP de Sneevliet signa la Déclaration des Quatre avec la Ligue communiste internationale dirigée par Léon Trotski, l'OSP et le Parti socialiste ouvrier d'Allemagne. Cette déclaration marquait une étape dans la formation d'une nouvelle Internationale révolutionnaire.
L'organisation de Sneevliet finit par rompre avec les trotskystes et se rapprocha du Parti travailliste indépendant britannique et du POUM espagnol, et adhéra au Centre marxiste révolutionnaire international. En 1937, Sneevliet mena une délégation en Espagne républicaine pour s'efforcer de sauver les dirigeants du POUM arrêtés à l'instigation des staliniens. En septembre 1937, il fut contacté par Ignace Reiss, un agent de la Guépéou qui avait décidé de rejoindre l'opposition. Il devaient se rencontrer avec Victor Serge à Reims, mais Reiss fut assassiné par le NKVD la veille du rendez-vous.
Dans les années 1930, Sneevliet et son parti organisèrent le mouvement des chômeurs, plusieurs grèves et la lutte contre le fascisme émergeant. En 1933, Sneevliet, alors emprisonné, fut élu à la Chambre basse du parlement néerlandais (Tweede Kamer). Cette position lui servit grandement pour mener sa propagande. Le RSAP réussit à influencer une petite confédération syndicale, le NAS. Néanmoins, la dégradation du climat international, la lutte constante d'une part contre le stalinisme et d'autre part contre les social-démocrates réformistes, la répression policière enfin pesèrent lourdement sur Sneevliet et son groupe. Dès l'invasion allemande du 10 mai 1940, Sneevliet dissout le RSAP.

## Vers la mort
Quelques mois plus tard, il organisa un groupe de résistance contre l'occupation allemande avec Willem Dolleman et Ab Menist, le Marx-Lenin-Luxemburg-Front (MLL-Front). Diffusant de la propagande pour le socialisme et contre l'occupant nazi, il s'impliqua dans la grève de février 1941. Avant même d'entrer en résistance, Sneevliet dut se cacher, en tant que communiste connu. Il parvint à échapper à la police pendant deux ans mais fut finalement arrêté en avril 1942 avec les autres dirigeants du MLL-Front. Ils furent exécutés le 13 avril 1942 au camp de concentration d'Amersfoort. Ils marchèrent à la mort en chantant L'Internationale.